# كريس آرمسترونغ
كريس آرمسترونغ (بالإنجليزية: Chris Armstrong)‏ هو لاعب كرة قدم أمريكية ولاعب كرة قدم كندية أمريكي، ولد في 28 أغسطس 1967 في فاييتفيل في الولايات المتحدة.

## وصلات خارجية
- كريس آرمسترونغ على موقع JustSportsStats.com (الإنجليزية)